# كارولين شو
كارولين شو (بالإنجليزية: Caroline Shaw)‏ هي ملحنة أمريكية، ولدت في 1982 في غرينفيل في الولايات المتحدة.

## وصلات خارجية
- الموقع الرسمي
- كارولين شو على موقع IMDb (الإنجليزية)
- كارولين شو على موقع ميوزك برينز (الإنجليزية)
- كارولين شو على موقع أول ميوزيك (الإنجليزية)
- كارولين شو على موقع ديسكوغز (الإنجليزية)
- كارولين شو على موقع قاعدة بيانات الفيلم (الإنجليزية)